# Roger Mandeville
Roger Mandeville (* 22. September 1941 in Spartanburg) ist ein ehemaliger US-amerikanischer Automobilrennfahrer.

## Karriere im Motorsport
Roger Mandeville gehörte neben Jim Downing zu den Pionieren des Mazda-Wankelmotor-Rennsports bei den nordamerikanischen Sportwagenrennen in den 1980er-Jahren. In dieser Zeit ging er fast ausschließlich mit Rennversionen des Mazda RX-7 an den Start. Mandeville holte sich sechs Gesamtsiege und beendete 17 Sportwagenrennen als Klassensieger.
Sein erstes Rennen war das 300-Meilen-Rennen von Virginia 1971, das zur IMSA-GT-Serie dieses Jahres zählte. Seinen ersten Sieg feierte er beim 6-Stunden-Rennen von Daytona 1981, einem Rennen der Sportwagen-Weltmeisterschaft 1981. Sein letzter Sieg und sein letzter Renneinsatz fanden ebenfalls am Daytona International Speedway statt; 1986 gewann der dort das IMSA-GTU-Rennen und 2006 fiel er beim 24-Stunden-Rennen von Daytona aus.

## Statistik

### Sebring-Ergebnisse
| Jahr | Team                    | Fahrzeug   | Teamkollege     | Teamkollege      | Teamkollege   | Platzierung            | Ausfallgrund     |
| ---- | ----------------------- | ---------- | --------------- | ---------------- | ------------- | ---------------------- | ---------------- |
| 1973 | PDF Racing              | Mazda RX-2 | Paul Fleming    |                  |               | Ausfall                | Defekt           |
| 1979 | Roger Mandeville        | Mazda RX-7 | Amos Johnson    | Jim Downing      |               | Rang 13                |                  |
| 1980 | Mandeville Racing       | Mazda RX-7 | Brad Frisselle  | Jim Downing      |               | Rang 9 und Klassensieg |                  |
| 1981 | Mandeville Racing Ent.  | Mazda RX-7 | Amos Johnson    |                  |               | Ausfall                | Kraftübertragung |
| 1982 | Mandeville Auto Tech    | Mazda RX-7 | Amos Johnson    | Jeff Kline       |               | Rang 6 und Klassensieg |                  |
| 1983 | Mandeville Auto Tech    | Mazda RX-7 | Amos Johnson    | Danny Smith      |               | Ausfall                | Motorschaden     |
| 1984 | Mandeville Auto Tech    | Mazda RX-7 | Amos Johnson    | Danny Smith      |               | Rang 17                |                  |
| 1985 | Mandeville Auto Tech    | Mazda RX-7 | Logan Blackburn |                  |               | Ausfall                | Aufhängung       |
| 1986 | Mandeville Auto Tech    | Mazda RX-7 | Danny Smith     |                  |               | Rang 8 und Klassensieg |                  |
| 1987 | Mandeville Auto Tech    | Mazda RX-7 | Kelly Marsh     | Don Marsh        |               | Ausfall                | Motorschaden     |
| 1988 | Mandeville Auto Tech    | Mazda RX-7 | Kelly Marsh     | Don Marsh        |               | Rang 17                |                  |
| 1989 | Mandeville Auto Tech    | Mazda RX-7 | Kelly Marsh     |                  |               | Rang 12                |                  |
| 1995 | Support Net Racing Inc. | Hawk MD3R  | Henry Camferdam |                  |               | Ausfall                | Aufhängung       |
| 1996 | Support Net Racing      | Hawk C-8   | Henry Camferdam | Bill Auberlen    |               | Ausfall                | Aufhängung       |
| 1997 | Support Net Racing      | Hawk C-8   | Henry Camferdam | Johnny O’Connell | Scott Schubot | Ausfall                | Mechanik         |